# Botanikus kert

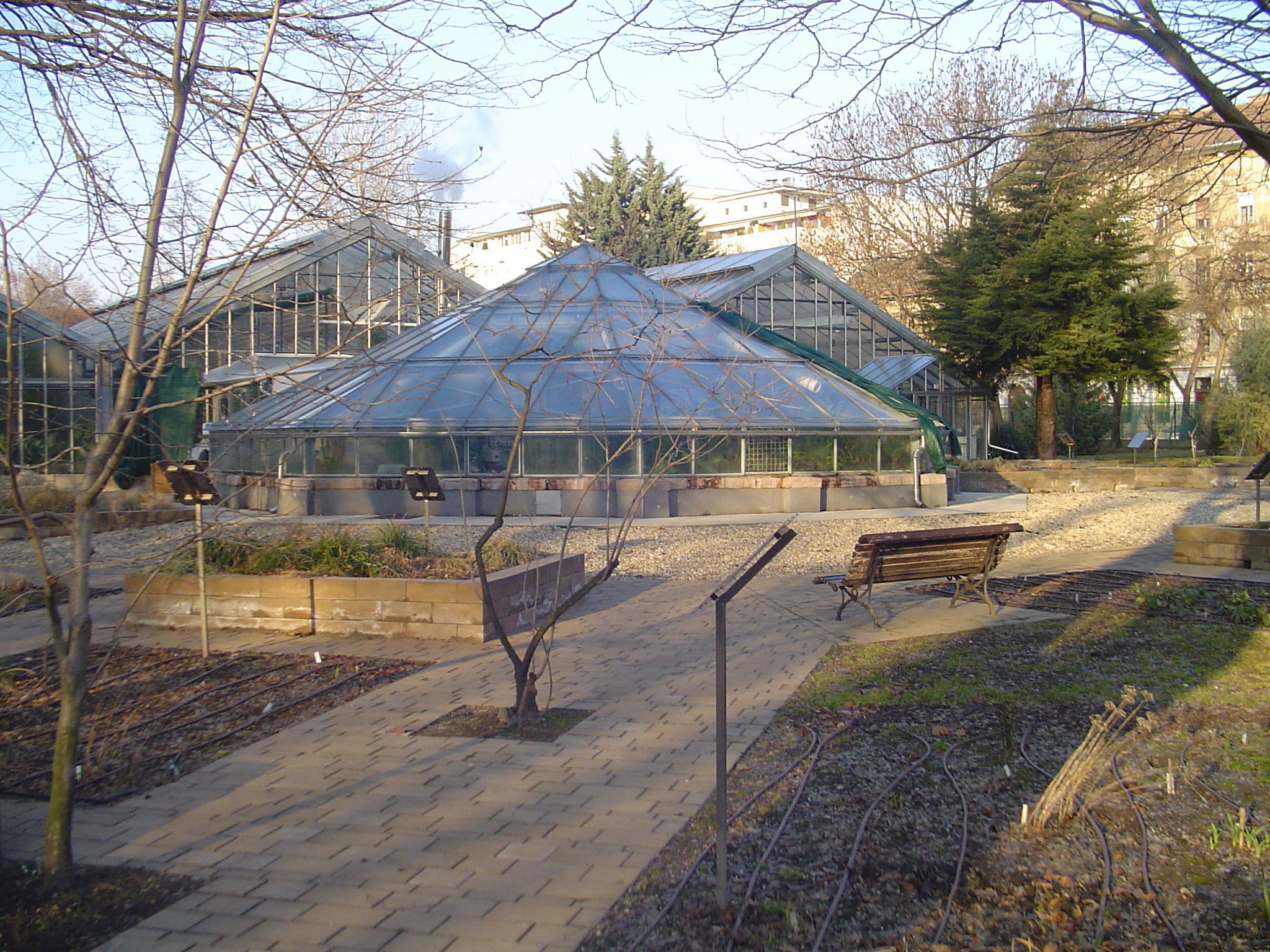
Füvészkert - Viktória-ház

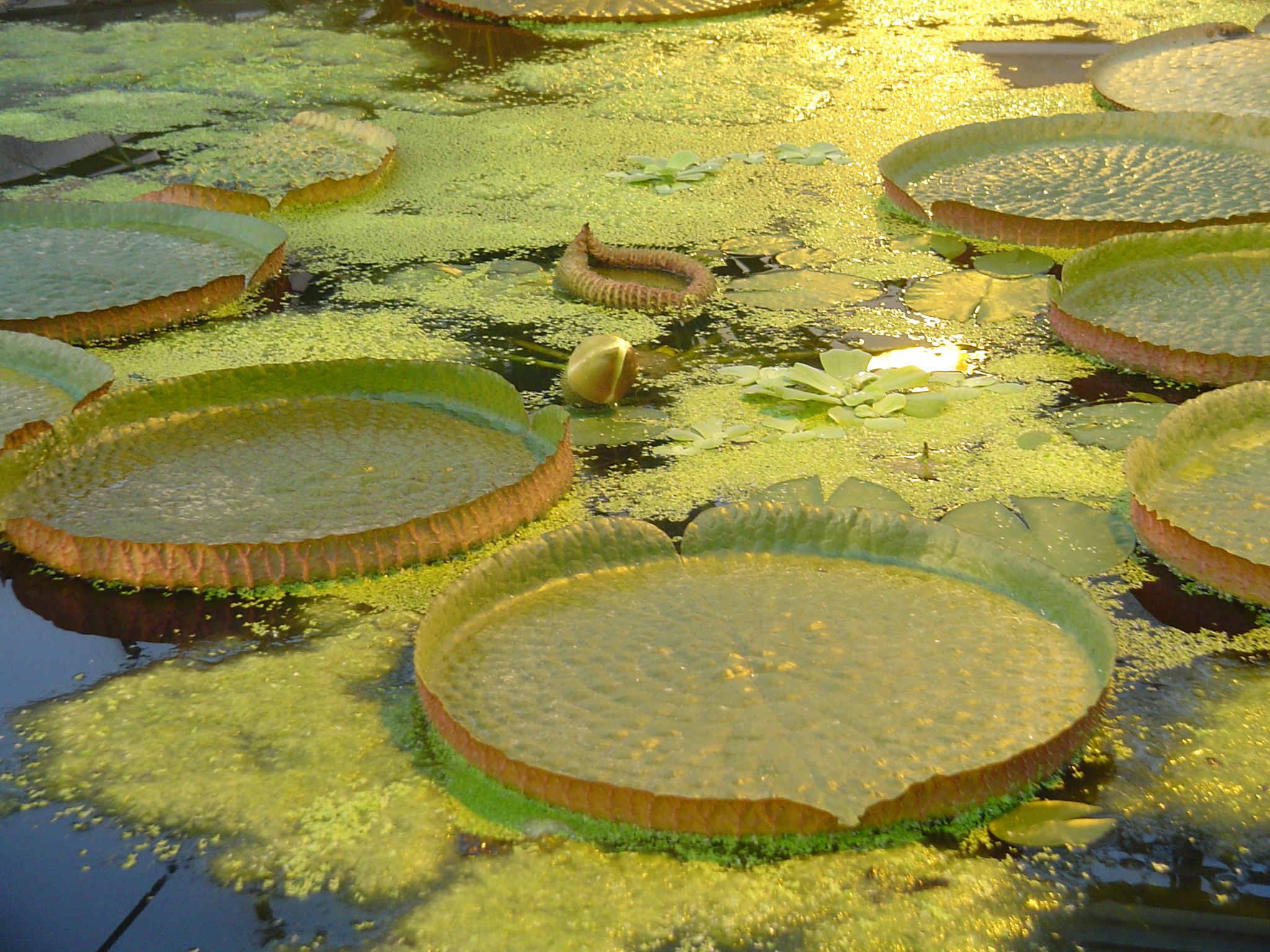
Az amazonasi óriás-tündérrózsák a Viktória házban

A botanikus kert, magyar nevén füvészkert olyan szabadtéri vagy részben üvegházi növénygyűjtemény, amelyben a növényeket oktató, tudományos és/vagy ismeretterjesztő céllal, különféle szempontok (földrajzi elterjedés, genetikai rokonság, életmód stb.) szerint csoportosítva mutatják be.
A botanikus kert fás szárú növények bemutatására szakosodott fajtája az arborétum.

## Kialakulásuk
A világ első botanikus kertje (1309) a salernoi volt.
A második botanikus kertet (1333) is Itáliában, Velencében hozták létre.
Magyarországon az első ilyen jellegű, élő növénygyűjtemény a pozsonyi érsekkert volt.
Oktatási céllal hazánkban először a Nagyszombati Egyetem mellett alakítottak ki füvészkertet, és azt 1777-ben az egyetemmel együtt Budára, Krisztinavárosba költöztették. Onnan telepítették át:
- 1784-ben Pestre, a Hatvani utcába,
- 1809-ben a Múzeum körútra,
- 1847-ben mai helyére, az Illés utcába, az egykori Festetics-kertbe.

## Szervezetek, adatbázisok
A világ botanikus kertjeinek legnagyobb nemzetközi szervezete a  BGCI (Botanic Gardens Conservation International). Ennek folyamatosan bővített, nyilvános adatbázisa a GlobalTreeSearch, amelyben fajnév és ország szerint is utánanézhetünk a fák elterjedésének.

## Híres botanikus kertek
A világ leghíresebb, legnagyobb botanikus kertjei:

### Ausztria
- Linz

### Belgium
- Gent
- Kalmthout

### Észtország
- Tartu A Tartui Egyetem botanikus kertje.

### Franciaország
- Párizs,

### Monaco
- Exotic Garden

### Nagy-Britannia
- Cambridge – Cambridge University Botanic Garden
- Exon – Barnsdale Gardens
- Hampshire megye – Sir Harold Hillier Gardens
- London – Királyi Botanikus Kertek,
- St. Andrews-i Egyetem (Kelet-Skócia) botanikus kertje (St Andrews Botanic Garden)

### Németország
- Adorf
- Berlin – Dahlem,
- Bochum
- Bonn
- Chemnitz
- Erlangen
- Freiburg
- Hamburg
- Hannover
- Jena
- Karlsruhe
- Köln
- München – Nymphenburg,
- Münster
- Osnabrück
- Pforzheim
- Ulm

### Írország
- Dublin (Ranelagh) – Dillon Garden

### Olaszország

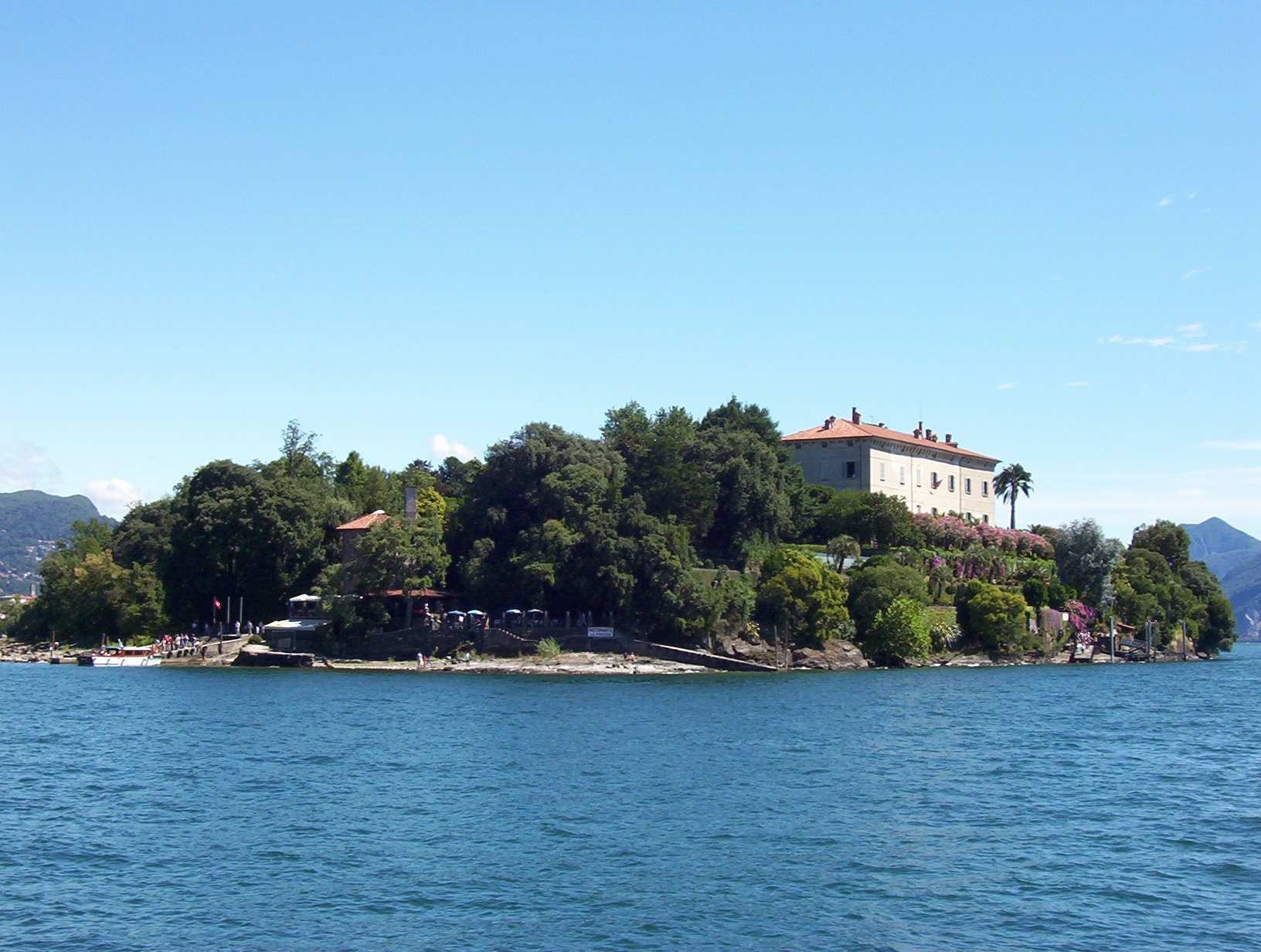
Giardini Botanici dell'Isola Madre

- Nápoly Nápolyi botanikus kert (olaszul: Orto botanico di Napoli)
- Milánó Orto Botanico Didattico Sperimentale dell'Università di Milano
- Stresa Giardini Botanici dell'Isola Madre és Giardino Botanico Alpinia

### Oroszország
- Moszkva,

### Indonézia
- Bogor

### Ausztrália
- Adelaide - Botanikus Kert (1854) - Wittunga Botanikus Kert (1965) - Mount Lofty Botanikus Kert (1952)
- Brisbane - Városi Botanikus Kert (1855) - Brisbane Botanikus Kert, Mount Coot-tha (1970)
- Hobart - Királyi Tasman Botanikus Kert (1818)
- Melbourne - Királyi Botanikus Kert (1845)
- Sydney - Királyi Botanikus Kert (1816)

### Dél-afrikai Köztársaság
- Fokváros - Kirstenbosch Nemzeti Botanikus Kert (1913)

### Egyesült Államok
- Boston (USA),
- Coral Gables, Florida - Fairchild Tropusi Botanikus Kert (1938)

## Botanikus kertek Magyarországon
Hazánk legjelentősebb botanikus kertjei:
- Füvészkert Budapest
- Vácrátót,
- Szeged,
- Sopron,
- Nyíregyháza